# Bengt Dahlberg (skådespelare)
Bengt Dahlberg, född 12 juni 1957 i Stockholm, är en svensk skådespelare som huvudsakligen varit verksam vid Regionteatern Blekinge Kronoberg.

## Teater

### Roller
| År   | Roll                                       | Produktion                                                                                  | Regi                | Teater                           |
| ---- | ------------------------------------------ | ------------------------------------------------------------------------------------------- | ------------------- | -------------------------------- |
| 1997 | Chlestakov, tjänsteman från S:t Petersburg | Revisorn (Ревизор, Revizor) Nikolaj Gogol                                                   | Dag Norgård         | Regionteatern Blekinge Kronoberg |
| 2002 |                                            | Im och hans vän Per Fekt Bengt Dahlberg                                                     | Lasse Beischer      | Turné                            |
| 2005 | Mats                                       | Älgaslag Gertrud Larsson                                                                    | Michaela Granberg   | Regionteatern Blekinge Kronoberg |
| 2005 |                                            | Kärlek i motljus Lucia Cajchanová                                                           |                     | Regionteatern Blekinge Kronoberg |
| 2009 | Neville                                    | En fröjdefull jul (Season's Greetings) Alan Ayckbourn                                       | Marie Parker Shaw   | Regionteatern Blekinge Kronoberg |
| 2011 | Morfar                                     | Esther Emma Broström                                                                        | Johanna Huss        | Regionteatern Blekinge Kronoberg |
| 2013 |                                            | Den som lever får dö Rasmus Lindberg                                                        | Anette Norberg      | Regionteatern Blekinge Kronoberg |
| 2015 | Rasmus på luffen                           | Astrid – en saga om Sverige Karin Parrot-Jonzon                                             | Karin Parrot-Jonzon | Regionteatern Blekinge Kronoberg |
| 2016 |                                            | Brott och straff (Преступление и наказание, Prestuplenije i nakazanije) Fjodor Dostojevskij |                     | Regionteatern Blekinge Kronoberg |
| 2018 |                                            | Bibliotekarien                                                                              |                     | Regionteatern Blekinge Kronoberg |
| 2018 |                                            | Såsom i en spegel Ingmar Bergman                                                            |                     | Regionteatern Blekinge Kronoberg |